# 그 여자의 이불 한 채
《그 여자의 이불 한 채》은 1998년 6월 21일에 방영된 KBS 일요베스트이다.

## 줄거리
어느 날 종합병원 엑스레이 기사로 일하는 미숙은 폐암이라는 진단을 받는다. 미숙은 죽음을 덤덤하게 받아들이려 노력하며, 자신의 삶에 집착하기보다 주위사람들을 위한 준비를 시작한다. 함께 사는 시어머니를 위해 아파트를 팔아 실버타운 비용을 마련하고, 공원묘지에 있는 남편의 유해는 화장하려 한다. 그러나 재혼하겠다는 미숙의 말을 믿는 시어머니는 오해와 불신으로 미숙을 힘들게 한다.

## 등장 인물

### 주요 인물
- 하희라 : 미숙 역
- 김영옥 : 금순 역
- 김규철 : 준식 역

### 그 외 인물
- 최은숙 : 금순의 친구 역
- 신귀식
- 조하나 : 윤주 역
- 이용태